# Zamioeme
Zamioeme is een kevergeslacht uit de familie van de boktorren (Cerambycidae). De wetenschappelijke naam van het geslacht werd voor het eerst geldig gepubliceerd in 2012 door Adlbauer.

## Soorten
Zamioeme is monotypisch en omvat slechts de volgende soort:
- Zamioeme murphyi Adlbauer, 2012